# Btw-vrijstelling kleine ondernemingen
In België geldt een btw-vrijstelling voor kleine ondernemingen.
Dit betekent dat deze ondernemingen: 
- Geen btw aanrekenen op verkoopfacturen;
- Geen btw-aangifte indienen;
- Geen btw-aftrek genieten.

Voor veel van deze ondernemingen en verenigingen is deze btw-aftrek een belangrijke administratieve vereenvoudiging. Tot 31 maart 2014 is deze vrijstelling van toepassing voor ondernemingen en verenigingen met een omzet van maximaal 5.580 euro. Met ingang van 1 april 2014 werd deze drempel opgetrokken tot 15.000 euro.
Vanaf 1 januari 2016 zal het beperkt omzetcijfer voor de toepassing van de vrijstellingsregeling van belasting voor kleine ondernemingen opgetrokken worden van 15.000 euro naar 25.000 euro. De aandacht wordt gevestigd op het feit dat de wetteksten die deze wijzigingen bevatten nog niet gepubliceerd zijn en dat de overgang naar de drempel van 25.000 euro afhankelijk is van een machtiging van de Europese Raad.